# Ламен (Белуно)
Ламен (итал. Lamen) је насеље у Италији у округу Белуно, региону Венето.
Према процени из 2011. у насељу је живело 299 становника. Насеље се налази на надморској висини од 593 м.